# NGC 5743
NGC 5743 is een spiraalvormig sterrenstelsel in het sterrenbeeld Weegschaal. Het hemelobject werd in 1886 ontdekt door de Amerikaanse astronoom Francis Preserved Leavenworth.

## Synoniemen
- ESO 580-17
- MCG -3-38-4
- IRAS 14423-2042
- PGC 52680